# Perigonia lefebvraei
Espèce
Perigonia lefebvraei est une espèce d'insectes lépidoptères (papillons) appartenant à la famille des Sphingidae, à la sous-famille des Macroglossinae et au genre Perigonia.

## Description
L'imago
Il est semblable à Perigonia lusca lusca, mais plus petit et la bande antémédienne de la face supérieure de l'aile antérieure est vestigiale ou absente et la moitié postérieure du dessus de l'aile postérieure est plus uniformément gris-brun.
La chenille

## Biologie
- Il y a plusieurs générations par an, les adultes volent toute l'année.
- Les chenilles se nourrissent sur les espèces des genres Guettarda et sur Ferdinandusa angustata.

## Répartition et habitat
L'espèce est connue à Cuba et en République dominicaine.

## Systématique
- L'espèce  Perigonia lefebvraei a été décrite par l'entomologiste français Hippolyte Luca en 1857, sous le nom initial de Macroglossa lefebvraei[1].
- La localité type est La Havane à Cuba.
- L'holotype est conservé au MNHN. female ♀. 1838. legit R. de la Sagra.

### Synonymie
- Macroglossa lefebvraei Lucas, 1857 protonyme
- Perigonia ilioides Boisduval, 1875